# November 2013
Dit artikel geeft een chronologisch overzicht van de belangrijkste gebeurtenissen per dag van de maand november in het jaar 2013.

## Gebeurtenissen

### 1 november
- De Pakistaanse talibanleider Hakimullah Mehsud wordt gedood  bij een aanval met een Amerikaanse drone.
- In de Griekse hoofdstad Athene worden twee leden van de extreemrechtse partij Gouden Dageraad neergeschoten voor het bureau van de partij.
- Bij een schietpartij op de internationale luchthaven van Los Angeles vallen één dode en zeven gewonden.

### 2 november
- Bij een aanval van het Somalische leger op een kamp van de terreurorganisatie Al-Shabaab in Kenia worden minstens dertig militanten gedood.
- In Yumo, in de zuidelijke Chinese provincie Guizhou, komen zeven mijnwerkers om bij een explosie.
- In Nigeria komen zeventien mensen om bij gedrang aan een kerk in de staat Anambra.
- Bij een explosie in een vuurwerkfabriek in de Chinese provincie Guangxi vallen elf doden en zeventien gewonden.
- In het Duitse Coburg komen drie mensen om bij de crash van een sportvliegtuigje.

### 3 november
- In Duitsland wordt bekendgemaakt dat in een woning in München in 2012 meer dan 1400 sedert de nazitijd vermiste kunstwerken zijn ontdekt. Hierbij zijn werken van onder anderen Picasso, Matisse, Chagall, Nolde, Marc, Beckmann, Klee, Kokoschka en Liebermann.
- Italië wint in Cagliari voor de vierde keer in de geschiedenis de Fed Cup.
- In Kosovo vinden de eerste burgemeestersverkiezingen plaats die ook door Servië gesteund worden. Door intimidatie vanuit Servische nationalisten die opriepen tot een boycot wordt de verkiezing voortijdig afgebroken.

### 4 november
- Het proces tegen de voormalige Egyptische president Mohamed Morsi en veertien andere leiders van de Moslimbroederschap wordt uitgesteld naar januari volgend jaar.

### 5 november
- India lanceert de Marssonde Mangalyaan.

### 6 november
- Al Jazeera publiceert een rapport waarin staat dat de Palestijnse leider Yasser Arafat met grote zekerheid is vergiftigd met de radioactieve stof polonium-210.

### 7 november
- De Europese Centrale Bank verlaagt haar belangrijkste rentevoet naar 0,25%, de laagste stand ooit.
- Bij een dubbele aanslag met bomauto's op een Irakese legerbasis komen minstens zestien mensen om het leven. Andere aanslagen in het land eisen nog eens elf mensenlevens.
- De Amerikaanse sociaalnetwerksite Twitter maakt zijn intrede op de New York Stock Exchange.

### 8 november
- De tyfoon Haiyan, een van de zwaarste stormen ooit, trekt over de Filipijnen. Hierbij komen meer dan 5.235 mensen in met name de Visayas om het leven. Vooral de stad Tacloban op het eiland Leyte wordt zwaar getroffen.
- Bij een aanslag met een bomauto in de Somalische hoofdstad Mogadishu vallen elf doden.

### 9 november
- Minstens tien mensen komen om bij de crash van een militaire helikopter in de Indonesische provincie Noord-Kalimantan op het eiland Borneo.
- De Venezolaanse Gabriela Isler wordt gekroond tot de nieuwe Miss Universe.

### 11 november
- De overheid van het Somalische autonome gebied Puntland meldt dat bijna honderd mensen zijn omgekomen en evenveel vermist zijn door een tropische storm in het noordoosten van het land.
- In de Syrische hoofdstad Damascus komen vijf kinderen om bij een bombardement met mortiergranaten dat een school raakt.

### 12 november
- In Zwolle wordt een zeldzame sperweruil gespot. Het dier werd voor het laatst in Nederland gezien in 2005. De afgelopen 100 jaar is de sperweruil drie keer in Nederland waargenomen.

### 15 november
- Bij een uit de hand gelopen betoging tegen een gewapende militie in de Libische hoofdstad Tripoli vallen minstens 31 doden en meer dan 280 gewonden.
- De Organisatie voor het Verbod op Chemische Wapens beslist dat de chemische wapens in Syrië voor juni 2014 uit het land en vernietigd moeten zijn.

### 16 november
- De partij van de voormalige Italiaanse premier Silvio Berlusconi, Il Popolo della Libertà, valt uit elkaar in twee delen. Berlusconi gaat in de oppositie met zijn nieuwe heropgerichte partij, Forza Italia. De meerderheid van de partij, onder wie alle ministers, blijven in de regering en gaan verder in een nieuwe partij, Nuovo Centrodestra (Nieuw Centrumrechts).
- Waarnemers melden dat rebellen van onder ander Jabhat al-Nusra de grootste aardgascentrale van Syrië hebben veroverd in de provincie Deir ez-Zor.

### 17 november
- Vijftig mensen komen om bij de crash van een Boeing 737 van Tatarstan Airlines op de luchthaven van Kazan in Rusland.

### 18 november
- Bij extreem noodweer op het Italiaanse eiland Sardinië vallen achttien doden. De autoriteiten hebben voor het eiland de noodtoestand uitgeroepen.

### 20 november
- Malala Yousafzai, een Pakistaanse kinderrechtenactiviste krijgt in Straatsburg van het Europees Parlement de Sacharovprijs voor de Vrijheid van Meningsuiting. Met 16 jaar is ze de jongste winnares van deze prijs tot dan toe.

### 21 november
- Er zijn demonstraties op het Majdan Nezalezjnosti, ook bekend als het Onafhankelijkheidsplein in Kiev. Het is het begin van de maandenlange Euromaidan-protesten.

### 22 november
- Het Internationaal Zeerechttribunaal in Hamburg doet uitspraak inzake de Arctic Sunrise, het schip van Greenpeace dat in Moermansk aan de ketting ligt. Rusland moet het schip onmiddellijk vrijgeven en de vervolging van de bemanning staken. De Nederlandse staat betaalt een borgsom in afwachting van de bodemprocedure.
- De Noor Magnus Carlsen, 22 jaar oud, is de nieuwe wereldkampioen schaken.

### 23 november
- De Indonesische vulkaan Sinabung barst uit. Meer dan duizend mensen worden geëvacueerd.
- De klimaattop in de Poolse hoofdstad Warschau eindigt een dag later dan gepland met een voorzichtig compromis, waaronder een oproep om de uitstoot van broeikasgassen te verminderen. Concrete verplichtingen zijn er echter niet afgesproken.

### 24 november
- In Genève wordt tussen Iran en de vijf permanente leden van de Veiligheidsraad aangevuld met Duitsland een akkoord bereikt over het nucleair programma van Iran.
- Bij de ontsporing van een goederentrein in São José do Rio Preto (Brazilië) komen minstens acht mensen om het leven.
- Het Vaticaan toont voor het eerst de relieken van de heilige Petrus, tijdens een mis ter afsluiting van het Jaar van het Geloof.
- In Genève wordt tussen Iran en de vijf permanente leden van de Veiligheidsraad aangevuld met Duitsland een akkoord bereikt over het nucleair programma van Iran.

### 29 november
- In Glasgow (Schotland) stort 's avonds een politiehelikopter neer op een pub waar juist een bandje speelt. Er vallen negen doden.
- In Kiev komen duizenden pro-westerse demonstranten samen om te betogen tegen de politieke koers van president Viktor Janoekovitsj. De manifestatie wordt door de politie hardhandig ontbonden.
- Bij een mortieraanval voor de ingang van de Grote moskee van Damascus in de Syrische hoofdstad Damascus komen vier mensen om het leven.
- Twintig mensen komen om bij de ontploffing in een wapendepot in de Libische stad Brak al-Shati.
- In Irak worden minstens 52 mensen vermoord bij een nieuwe golf van geweld in het hele land. Een meerderheid van de slachtoffers is ontvoerd en daarna gedood.

### 30 november
- In het noordoosten van Namibië wordt het wrak gevonden van het vliegtuig van LAM Mozambique dat sinds de dag ervoor vermist was. Alle 34 inzittenden zijn omgekomen.
- Kim Polling behaalt de zilveren medaille bij het Grand Slam in Tokio. In de finale van de klasse tot 70 kilogram gaat de Nederlandse judoka met yuko onderuit tegen de Japanse Chizuru Arai.

## Overleden
<< · januari · februari · maart · april · mei · juni · juli · augustus · september · oktober · november · december · >>